# Герменефред
Герменефред (лат. Hermenefredus; убит в 534) — последний независимый король тюрингов (около 507—534).

## Биография

### Исторические источники
Герменефред известен из нескольких раннесредневековых исторических источников. В том числе, о нём и связанных с ним события упоминается в письмах Кассиодора, «Анониме Валезия», «Войне с готами» Прокопия Кесарийского, «О происхождении и деяниях гетов» Иордана, «Истории франков» Григория Турского, житии святой Радегунды, поэме «О гибели Тюрингии» Венанция Фортуната, «Хронике» Фредегара, «Книге истории франков» и «Деяниях саксов» Видукинда Корвейского.

### Происхождение и начало правления
Скорее всего, отцом Герменефреда был король тюрингов Бизин и его вторая супруга лангобардка Мения. Об этом упоминается в «Житии святой Радегунды». Однако признание того, что Бизин был отцом Герменефреда, вызывает значительные хронологические нестыковки. Поэтому некоторые историки считают, что между Бизином и Герменефредом существовал ещё один король тюрингов — Бизин II, который и был отцом Герменефреда.
Впервые Герменефред упоминается в письме к нему короля остготов Теодориха Великого. В этом послании, составленном от имени остготского короля его приближённым Кассиодором, речь шла о женитьбе короля тюрингов на арианке Амалаберге, племяннице по матери Теодориха Великого. Этот документ датируется периодом от 507 по 511 год включительно. Династический брак между Герменефредом и представительницей рода Амалов ввёл Тюрингское королевство в сферу антифранкской политики короля остготов и дал тюрингам надёжную защиту от возможного нападения франков.
Из послания Теодориха Великого следует, что к моменту заключения брака с Амалабергой Герменефред уже был королём тюрингов. Предполагается, что после смерти отца около 507 года он унаследовал королевский титул, разделив власть над тюрингами со своими братьями Бадерихом и Бертахаром. О том, какой частью королевства тюрингов правил каждый из братьев и в каких зависимых отношениях они были друг к другу, ничего не известно.

### Убийство братьев

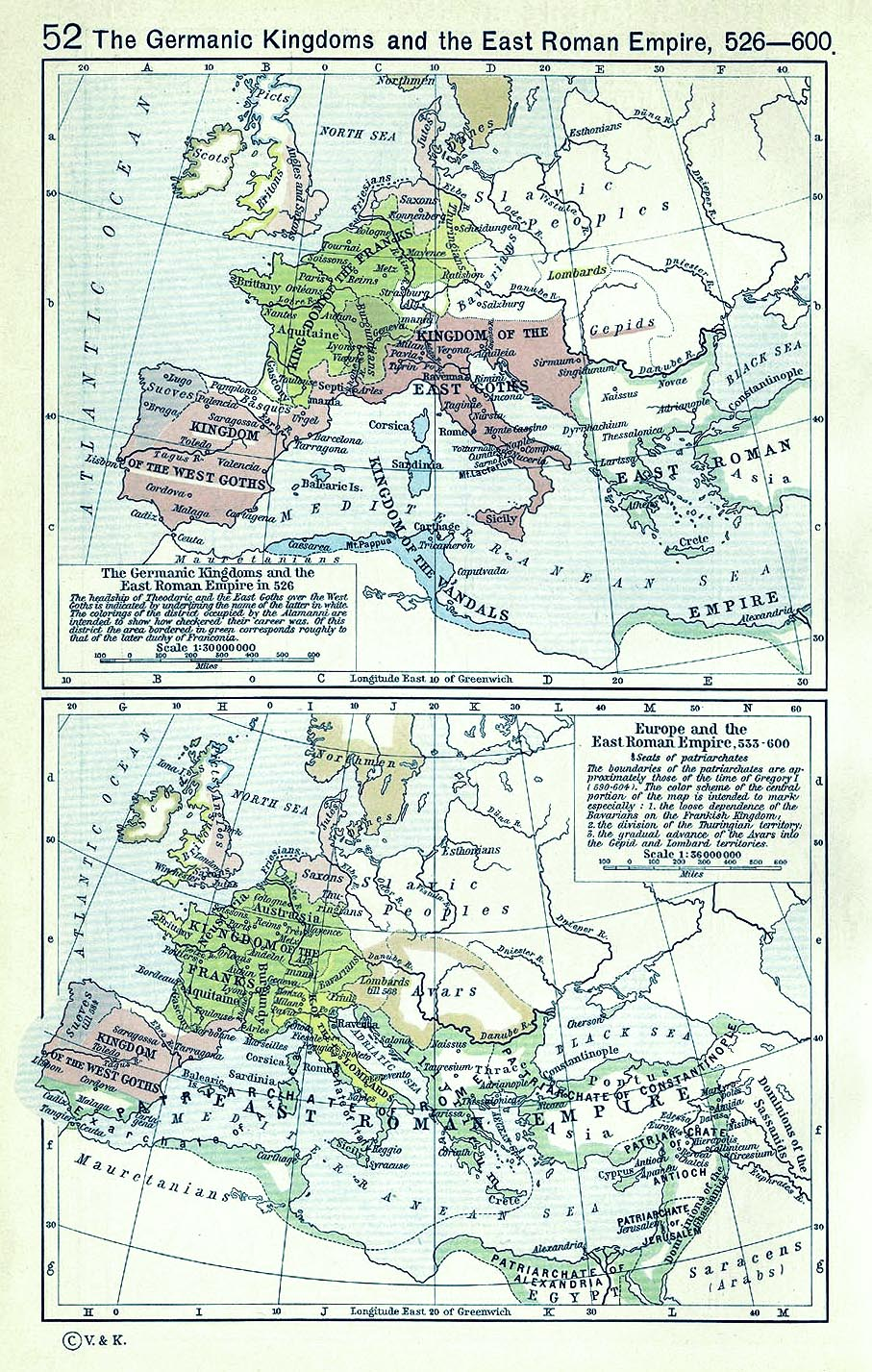
Европа до и после завоевания франками Тюрингии.

В 525 году Герменефред неожиданно напал на своего брата Бертахара и убил его. По свидетельству Григория Турского, виновницей вражды братьев была Амалаберга. В 529 году, подстрекаемый Амалабергой, Герменефред пошёл войной на другого брата — Бадериха. Герменефред заключил союз с королём франков Теодорихом I, пообещав тому в случае победы отдать половину Тюрингии. В произошедшей битве победа осталась за Герменефредом и Теодорихом I. Бадерих погиб. Однако Герменефред отказался выполнять условия договора и сохранил за собой всё королевство.

### Падение королевства Тюрингия

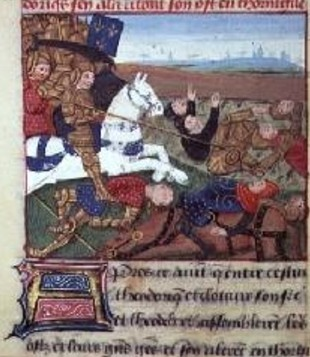
Теодорих I в Тюрингии. Пергамент. «Хроника королей Франции», XV век. Музей Конде, Шантийи, Франция

Пока был жив король остготов Теодорих Великий, короли франков опасались вмешиваться в дела своих соседей. Однако смерть Теодориха в 526 году открыла франкам путь для экспансии в соседние земли.
В 531 году король Австразии Теодорих I, используя как предлог обвинение Герменефреда в том, что тот так и не передал ему часть своего королевства, объявил войну тюрингам. Он заключил союз со своим братом Хлотарем I и выступил против Герменефреда. В битве на реке Унструт тюринги потерпели сокрушительное поражение, множество их погибло. Король Герменефред бежал, укрывшись в крепости Скитинг (современный Шейдунген на реке Унструт). Среди захваченных Хлотарем I трофеев была и Радегунда, дочь короля Бертахара.
Между тем король Теодорих I, устроив неудачное покушение на Хлотаря I, рассорился с братом. Хлотарь I покинул войско, и Теодорих был вынужден искать новых союзников. Он нашел их в лице саксов, врагов тюрингов. Теодорих I пообещал им часть земель Тюрингии, получил от них войско и осадил Герменефреда в Скитинге. В упорном сражении ни одна из сторон не добилась победы. После этого Теодорих и Герменефред вступили тайно от саксов в переговоры и достигли соглашения о том, что тюринги признают своё подчинённое положение королям франков и что оба короля нападут на саксов, опасных для обоих королевств. Однако когда саксы узнали об условиях договора, они 1 октября совершили ночное нападение на Скитинг, захватили город и крепость, перебив почти всех жителей. Герменефреду удалось вместе с семьёй бежать в восточные области страны.
Король Герменефред продержался в отдаленных районах своего королевства до 534 года, когда он по призыву короля Теодориха I, обещавшего ему мир и дружбу, прибыл в Цюльпих. Здесь Герменефред по приказу Теодориха I был предательски убит (сброшен с крепостной стены). Григорий Турский в «Истории франков» не называл имён убийц Герменефреда, но Фредегар в своей хронике писал, что король тюрингов был убит Теодебертом I, сыном короля Теодориха I, а опиравшийся на саксонские легенды Видукинд Корвейский называл убийцей знатного тюринга Иринга, которому Теодорих пообещал власть в Тюрингии и который, после того как Теодорих не выполнил своего обещания, убил и самого короля франков. Жена Герменефреда Амалаберга с оставшимися в живых двумя детьми бежала в Равенну к своему брату, королю остготов Теодахаду.
После этого франки установили контроль почти над всей территорией Тюрингии. Король Теодорих I передал своим союзникам саксам тюрингские земли к северу от реки Унструт. Земли к востоку от реки Заалы вскоре заняли славяне.

### Семья
Герменефред был женат на Амалаберге, дочери Амалафриды, сестры короля остготов Теодориха Великого. Детьми от этого брака были:
- Амалафрид (умер после 552)[17]
- дочь, вероятно, Роделинда — жена короля лангобардов Аудоина[18][19][20]
- два сына, убитые королём франков Теодорихом I.